# Ahuehuetitla, Puebla
Ahuehuetitla är en ort i Mexiko.   Den ligger i kommunen Ahuehuetitla och delstaten Puebla, i den sydöstra delen av landet, 170 km sydost om huvudstaden Mexico City. Ahuehuetitla ligger 1 201 meter över havet och antalet invånare är 1 978.
Terrängen runt Ahuehuetitla är kuperad åt sydost, men åt nordväst är den platt. Runt Ahuehuetitla är det ganska glesbefolkat, med 31 invånare per kvadratkilometer. Närmaste större samhälle är Acatlán de Osorio, 18,0 km öster om Ahuehuetitla. I omgivningarna runt Ahuehuetitla växer huvudsakligen savannskog.